# Kinosternon angustipons
La tartaruga del fango del Centro America (Kinosternon angustipons Legler, 1965) è una specie di tartaruga appartenente alla famiglia dei Kinosternidi, originaria dell'America centrale.

## Descrizione
Il carapace, di colore bruno scuro, non presenta mai carenature. Il ponte è relativamente corto, con una lunghezza inferiore al 21% della lunghezza del carapace. I maschi raggiungono una lunghezza di 115 mm, mentre le femmine, leggermente più grandi, arrivano a 120 mm. Il piastrone, sottile e dotato di doppia cerniera, è di colore giallo chiaro o giallo-aranciato. La specie ha una dieta opportunistica, che include anche materiale vegetale. Si riproduce una sola volta all'anno, tra maggio e agosto, con covate di 3-5 uova..

## Distribuzione e habitat
L'areale della specie è molto limitato e comprende esclusivamente le pianure costiere dell'Atlantico in Nicaragua, Costa Rica e Panama. Vive in acquitrini e piccoli corsi d'acqua, preferendo ambienti ricoperti di vegetazione e con abbondanza di piante acquatiche.

## Conservazione
Si tratta di una specie molto rara e poco conosciuta, minacciata da numerosi predatori.